# Acanthascus platei
Acanthascus platei är en svampdjursart som beskrevs av Schulze 1886. Acanthascus platei ingår i släktet Acanthascus och familjen Rossellidae. Inga underarter finns listade i Catalogue of Life.